# Российское духовенство и свержение монархии в 1917 году
«Российское духовенство и свержение монархии в 1917 году. Материалы и архивные документы по истории Русской православной церкви» — сборник документов, составленный российским историком Михаилом Бабкиным и впервые изданный в 2006 году. В 2008 году вышло второе, значительно дополненное издание. Данный труд представляет собой сборник архивных материалов, раскрывающих отношение духовенства Православной российской церкви к свержению монархии в Феврале 1917 года.
Работу над данной тематикой автор продолжил и в дальнейшем, написав 2 монографии: «Духовенство Русской православной церкви и свержение монархии (начало XX в. — конец 1917 г.)» (2007) и «Священство и Царство (Россия, начало XX века – 1918 год). Исследования и материалы» (2011). Объединённые одной темой, монографии и сборник документов представляют собой единое целое. Труды Михаила Бабкина вызвали значительный интерес как среди историков, так и среди православного сообщества, поскольку фактически опровергали ранее укоренившееся мнение о популярности монархизма среди православного духовенства предреволюционной России.

## Издания сборника
- 2006 года:
  - Российское духовенство и свержение монархии в 1917 году. (Материалы и архивные документы по истории Русской православной церкви) / Сост., авт. предисл. и комм. М. А. Бабкин. — М.: Изд. Индрик, 2006. — 504 с.; ил. — 1300 экз. — ISBN 5-85759-351-4
- 2008 года (исправленное и дополненное):
  - То же. — М.: Изд. Индрик. 2008. Изд. 2-е, исправленное и дополненное. — 632 с.; ил. — 3000 экз. — ISBN 978-5-85759-444-5

## Из истории создания
Интерес Михаила Бабкина к теме возник в 1991 году, во время учёбы на физическом факультете МГУ. Желание создать книгу о позиции высшего духовенства Православной церкви в период Февральской революции появилось в 1997 году. С 1999 года Бабкин целиком посвятил себя историческим исследованиям. В процессе научного поиска им были защищены кандидатская (2003) и докторская диссертации (2007).
В 2006 году Бабкин выпустил сборник документов «Российское духовенство и свержение монархии в 1917 году…». Более трети документов сборника его автором-составителем были опубликованы в журналах «Вопросы истории» (2004, № 2—5), «Исторический архив» (2003, № 1 и 2005, № 4) и «Военно-исторический журнал» (2006, № 2).
Выявленные документы были проанализированы Бабкиным в серии статей:
- Бабкин М. А. Приходское духовенство Российской православной церкви и свержение монархии в 1917 г. // Вопросы истории. — М.: 2003. № 6. С. 59—71. (Интернет-публикация статьи в альманахе «Лебедь».)
- Бабкин М. А. Святейший синод Российской православной церкви и свержение монархии в 1917 году // Вопросы истории. — М.: 2005. № 2. С. 97—109. (Интернет-публикация статьи в альманахе «Лебедь».)
- Бабкин М. А. Иерархи Русской православной церкви и свержение монархии в России (весна 1917 г.) // Отечественная история. — М.: 2005. № 3. С. 109—124. (Интернет-публикация статьи в альманахе «Лебедь».)
- Бабкин М. А. Реакция Русской православной церкви на свержение монархии в России. (Участие духовенства в революционных торжествах) // Вестник Московского университета. Серия 8: История. — М.: 2006. № 1. С. 70—90. (Интернет-публикация статьи в альманахе «Лебедь».)

В 2007 году вышла монография Бабкина, фактически являющаяся «историческим введением» к сборнику документов:
- Бабкин М. А. Духовенство Русской православной церкви и свержение монархии (начало XX в. — конец 1917 г.). — М.: Изд. Гос. публ. ист. б-ки России, 2007. — 532 с. — 500 экз. — ISBN 5-85209-176-6 (ISBN 5-85209-176-5)

В 2008 году увидело свет исправленное и существенно дополненное второе издание «Российского духовенства и свержения монархии в 1917 году…».

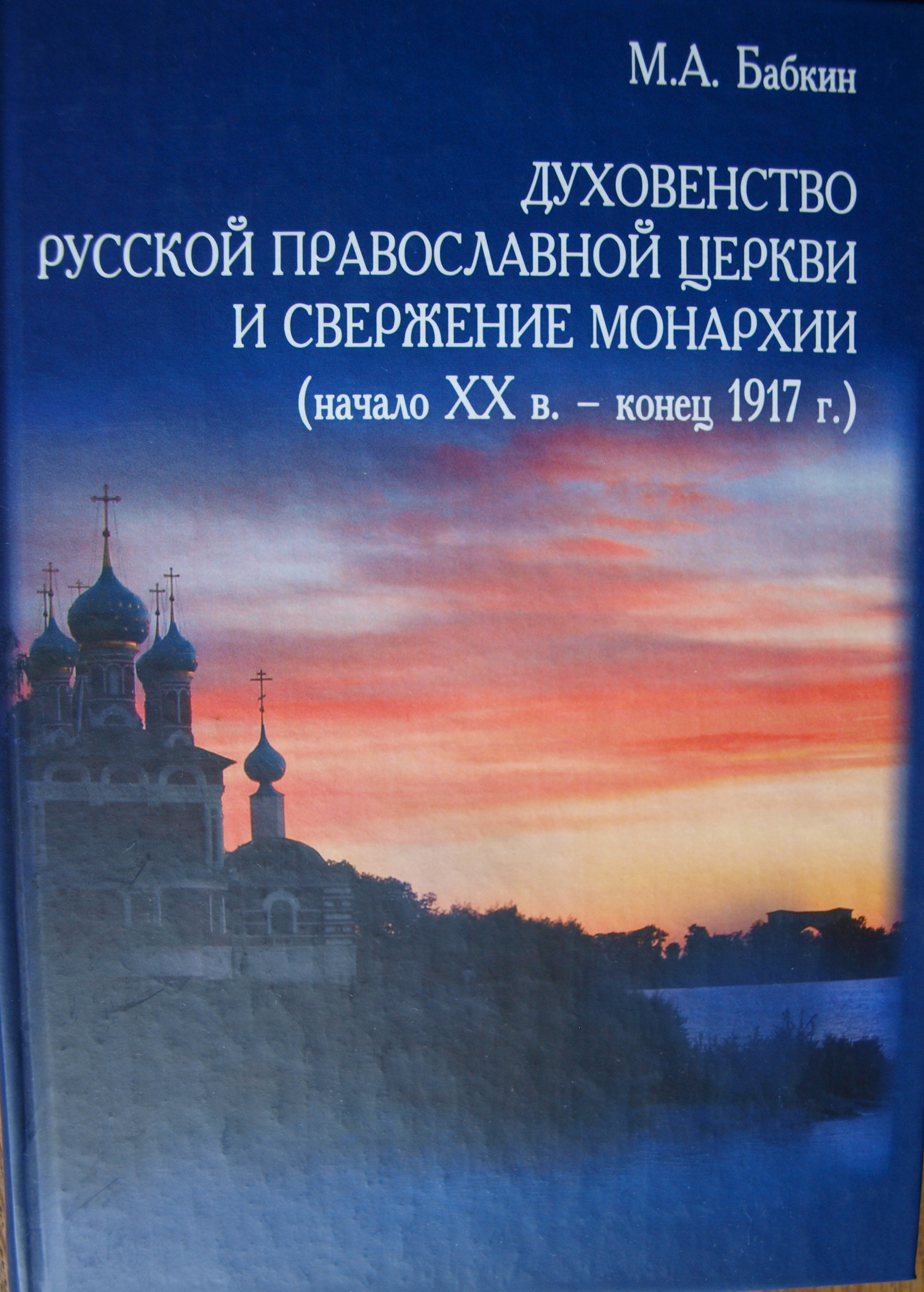
Обложка монографии М. Бабкина
«Духовенство РПЦ и свержение монархии…» (М.: ГПИБ, 2007).

В 2011 году увидела свет новая монография Бабкина, развивавшая тему первой. Она содержала раздел «Материалы» (300 страниц), в котором была продолжена публикация документов, концептуально продолжавшая сборник «Российское духовенство и свержение монархии в 1917 году…»:
- Бабкин М. А. Священство и Царство (Россия, начало XX в. — 1918 г.). Исследования и материалы. — М.: Изд. Индрик, 2011. — 920 с.; ил. — 1050 экз. — ISBN 978-5-91674-077-6

Труды М. А. Бабкина среди всех церковно-исторических и религиоведческих работ последнего времени имели, вероятно, наиболее впечатляющий «конфессиональный резонанс». Они буквально всколыхнули не только достаточно узкую прослойку церковных интеллектуалов, профессионально работающих в сфере гуманитарного знания, но и широкие круги православной общественности. Среди как сторонников, так и противников точки зрения исследователя оказались яркие, заметные проповедники и публицисты, в том числе и служители алтаря.
— Антоненко С. Г. (канд. ист. наук, редактор отдела истории религии журнала «Родина»).
Сборник (2008 года издания) передан автором-составителем в общественное достояние: файл с книгой в Викитеке, 16.03.2019.

## Источниковая база
Автор-составитель сборника ввёл в научный оборот материалы из фондов РГИА, ГА РФ, Отдела рукописей РГБ, РГВИА, РГАДА, РГА ВМФ, ЦИАМ, а также некоторых региональных архивов. Он использовал публикации около 40 светских и около сотни церковных изданий (80 журналов и 15 газет). Общее количество использованной церковной периодики превышает 95 % всего объёма периодики Православной российской церкви в 1917 году.

## Описание
Сборник содержит 692 документа и 39 приложений к ним. Подавляющее большинство материалов публикуется впервые. Хронологические рамки — период с февраля по октябрь 1917 года.
Систематизация основного массива документов «построена по проблемно-хронологическому принципу и с учётом церковной иерархичности».
Структура книги:
- Предисловие

1. определения, указы и послания Святейшего Синода, проповеди и распоряжения епископов, обращения духовных консисторий
2. политические резолюции съездов православного духовенства и мирян. Они характеризуют в основном позицию приходского духовенства, в большинстве случае соответствовавшую мнению правящего архиерея; к ним примыкают резолюции городских, уездных, благочиннических и армейских съездов и собраний духовенства, а также постановления городских собраний благочинных
3. телеграммы церковных иерархов председателю и членам Государственной думы, Временному правительству, обер-прокурору, епархиальному духовенству, а также телеграммы и донесения Синоду епископов и духовных консисторий, письма иерархов
4. приветственные телеграммы епархиальных и викариатских, городских и уездных съездов духовенства и мирян, благочиннических собраний духовенства, духовных консисторий и духовных учебных заведений представителям новой государственной власти
5. призывы, воззвания и телеграммы священнослужителей к сопастырям и пастве
6. телеграммы, письма и обращения мирян, членов правых политических организаций к светским и церковным властям и к народу; список адресатов этих посланий достаточно широк: от императора Николая II до Советов рабочих и солдатских депутатов
7. тексты христианской присяги (гражданской и ставленнических) на верность императору, России и Временному правительству, присяги депутатов Государственной думы, министров Временного правительства; здесь же показаны изменения, которые произошли в ставленнических присягах клириков после отречения императора
8. документы, связанные с явлением и обретением в день отречения императора от престола иконы Божией Матери «Державная» в селе Коломенском.

- Приложения:

1. церковный календарь на первую половину 1917 года
2. хронология важнейших событий
3. перечень епархий Русской православной церкви
4. карты епархиального и административного деления восточноевропейского театра военных действий 1917 года
5. указатели имен, церковных соборов, съездов и собраний, организаций и учреждений.

Книга издания 2006 года снабжена 27 иллюстрациями, издания 2008 года — 45 изображениями: фотокопиями публикуемых документов.
Опубликованные документы отражают политическую позицию православного духовенства и мирян весной-летом 1917 года. Они характеризуют политические взгляды 116 архиереев (из общего количества 177), из которых 62 — руководители епархий Православной российской церкви. Из общего количества епархий (68) составителю не удалось обнаружить материалы о политической позиции духовенства лишь четырёх — Алеутской, Варшавской, Финляндской и Холмской.

## Отзывы рецензентов

### Археографическая и историографическая значимость
- На страницах ведущего журнала историков-архивистов «Отечественные архивы» рецензентом отмечено, что при составлении сборника использован «авторский принцип систематизации»: публикуемые материалы расположены «в зависимости от положения автора документа — должностного лица или учреждения — в церковной иерархии»[19].
- В издаваемом ИРИ РАН журнале «Отечественная история» Гайда Ф. А. (заведующий кафедрой истории России и архивоведения ПСТГУ, доцент МГУ) констатирует, что сборник имеет «большое научное значение»[17].
- Репников А. В. (Центр документальных публикаций РГАСПИ) говорит, что материалы сборника дают возможность выделить внутреннюю динамику политической позиции российского духовенства в период с марта по июль 1917 года: от приветствия свержения монархии — до постепенного перехода в оппозицию к революции. Он констатирует, что сборник включает в себя уникальные документы, «сам факт публикации которых серьёзно повлияет на историографию вопроса», и отмечает, что развёрнутые комментарии к документам в ряде случаев имеют самостоятельное значение[18].

### Критические отзывы
Рецензенты отмечают, что «главный недостаток издания» — отсутствие в предисловии хотя бы краткого исторического очерка, указывают на ряд археографических неточностей.

Тот факт, что сборник документов критикуется за не всегда последовательное применение принципов отбора документов, свидетельствует о том, что указанные принципы имеются. А такое случается нечасто. В подавляющем большинстве случаев посвящённые церковной истории публикации документов представляют собой подборки материалов, без всякой системы извлечённых из архивов. И подготовленный М. А. Бабкиным сборник позволяет надеяться, что экстенсивный период развития церковной историографии — период бессистемной публикации всего, что удаётся найти, наконец-то завершился.
— Кравецкий А. Г. (Научный центр по изучению церковнославянского языка ИРЯ РАН): резюмирующая часть рецензии на сборник документов. (Богословские труды. 2007. Сб. 41. С. 570.)

### Положительные отзывы
Сборник документов характеризуется рядом рецензентов как «фундаментальный», «тщательно подобранный и кропотливо прокомментированный». Отмечается, что популярность первого издания и выход второго, значительно дополненного, свидетельствуют об интересе к тем проблемам, которые затрагивает Бабкин.

Думается, что сборник послужит ещё важной задаче противопоставления строго научных подходов антинаучным изыскам, нередко встречающимся не только в публицистических, но и в претендующих на научность публикациях.
— Репников А. В. (Центр документальных публикаций РГАСПИ): из рецензии на сборник документов. (НГ-религии, 5.03.2008.)

## Рецензии
- На издание 2006 года:
  - Филиппов Б. А. Благословение на революцию // Эксперт. — М.: 2006. № 28 (522). 24-30 июля. С. 70.
  - Ионов А., диакон. [Рец. на кн.] // Отечественные архивы. — М.: 2006. № 5. С. 114—117.
  - Новодевичий И. А. Горький урок истории // Свободная мысль. — М.: 2006. № 6 (1568). С. 215—219.
  - Митяева О. И. Сборник материалов и архивных документов по истории Русской православной церкви и свержении монархии в 1917 году // Вестник архивиста. — М.: 2006. № 4-5 (94-95). С. 450—453.
  - Леонтьева Т. Г. [Рец. на кн.] // Вопросы истории. — М.: 2007. № 2. С. 172—173.
  - Leont’eva T. G. [Review] // Social sciences. — Minneapolis: 2007. No 3. Р. 155—157. (англ.)
  - Ершова Э. Б. Открывая новые документы… // Клио. — СПб.: 2007. № 1 (36). С. 157—158. Интернет-публикация на сайте «Naukarus.com».
  - Колесова М. Е. Рец. на кн. // Вестник Православного Свято-Тихоновского гуманитарного университета. Серия II: История. История Русской Православной Церкви. — М.: 2007. Вып. 1 (22). С. 149—151.
  - Постернак А., священник. Рец. на кн. // Отечественная история. — М.: 2007. № 3. С. 193—194.
  - Гайда Ф. А. Рец. на «Российское духовенство и свержение монархии в 1917 году…» // Отечественная история. — М.: 2007. № 3. С. 195—196.
  - Кравецкий А. Г. Рец. на кн. // Богословские труды. — М.: Издательский совет РПЦ. 2007. Сб. 41. С. 567—570.
  - Greene Robert H. Рец. на кн. // Slavic Review. — Cambridge: 2009. № 1 (Spring). Vol. 68. P. 175—176. (англ.)
  - Грин Р. Г. (Greene Robert H.) [Рец. на кн.] / Перевод с англ. К. Кабалиной // Государство, общество, церковь в истории России XX века. Материалы XI международной научной конференции (Иваново, 15-16 февраля 2012 г.). — Иваново: ИвГУ. 2012. Ч. 1. С. 95—97.
- На издание 2008 года:
  - Репников А. В. Церковь перед выбором // НГ-религии. — М.: 2008. № 4 (220). 5 марта. С. 11.
  - Степанский А. Д. Рец. на кн. // Исторический архив. — М.: 2008. № 2. С. 218—220.
  - Карпец В. И. Битва за историю // Завтра, 13.06.2012